# Spiro Urumi
Spiro Urumi (ur. 28 lutego 1928 w Durrës, zm. 4 kwietnia 1997 w Tiranie) – albański aktor teatralny i filmowy.

## Życiorys
W młodości trenował koszykówkę w zespole Teuta Durrës, był także zawodnikiem piłki wodnej i siatkówki. Karierę sportową zakończył w roku 1962. W 1963 ukończył studia na wydziale aktorskim Instytutu Sztuk w Tiranie i w tym samym roku zaczął pracę w Teatrze im. Aleksandra Moisiu w Durrës, z którym był związany do końca swojej kariery artystycznej. W teatrze zagrał ponad 80 ról.
Na dużym ekranie wystąpił po raz pierwszy w 1971, grając rolę Fulciego w obrazie Vitet e para. Potem zagrał jeszcze w 15 filmach fabularnych. Zmarł nagle.
W 1992 przez władze Albanii uhonorowany tytułem Zasłużonego Artysty (alb. Artist i Merituar).

## Filmografia
- 1965: Vitet e para jako Fulçi
- 1966: Oshëtime në bregdet jako faszystowski kwestor
- 1969: Njësiti guerril jako Markalleshi
- 1972: Ndërgjegja jako ojciec Arty
- 1975: Zani partizani jako dowódca
- 1977: Një udhëtim i veshtire jako Petro
- 1979: Mysafiri jako zwiadowca Dago
- 1979: Ne vinim nga lufta jako Maman
- 1980: Mëngjese të reja jako Mamam
- 1980: Një ndodhi në port jako analityk Niko
- 1982: Nëntori i dytë jako Xhafer bej Kadena
- 1983: Gracka jako duchowny bektaszycki (baba Nekai)
- 1985: Asgjë nuk harrohet jako Abdurrahman Harrizi
- 1985: Melodi e pandërprerë jako magazynier
- 1985: Pranverë e hidhur jako konsul
- 1990: Balada e Kurbinit jako Ligur Bashi
- 1995: Fundi i marrëzisë jako obcokrajowiec
- 1996: Kolonel Bunker